# ایستگاه راه‌آهن سنندج
ایستگاه راه‌آهن سنندج یک ایستگاه راه‌آهن در شهر سنندج، ایران است.
این ایستگاه همزمان با افتتاح خط راه‌آهن همدان-سنندج که جزئی از خط راه‌آهن تهران-همدان-سنندج است در ۱۱ آبان ۱۴۰۲ افتتاح شده‌است.
ایستگاه سنندج از نوع درجه یک تشکیلاتی در زمینی با مساحت ۵۲.۵ هکتار احداث شده‌است. زیربنای کلی ایستگاه ۱۳.۸۸۲ مترمربع و ساختمان اصلی آن دارای ۴۴۳۷ مترمربع مساحت است.